# Smeringochernes salomonensis
Espèce
Smeringochernes salomonensis est une espèce de pseudoscorpions de la famille des Chernetidae.

## Distribution
Cette espèce est endémique des Salomon.

## Description
Les mâles mesurent de 1,2 à 1,3 mm et la femelle 1,7 mm.

## Étymologie
Son nom d'espèce, composé de salomon et du suffixe latin -ensis, « qui vit dans, qui habite », lui a été donné en référence au lieu de sa découverte, les Salomon.

## Publication originale
- Beier, 1964 : Further records of Pseudoscorpionidea from the Solomon Islands. Pacific Insects, vol. 6, no 4, p. 592-598 (texte intégral).